# Bernardia
Bernardia es un género perteneciente a la familia de las euforbiáceas con 95 especies de plantas descritas y de estas, solo 73 aceptadas.

## Taxonomía
El género fue descrito por Philip Miller y publicado en The Gardeners Dictionary...Abridged...fourth edition vol. 1. 1754. La especie tipo es: Bernardia carpinifolia Griseb.

## Especies aceptadas
A continuación se brinda un listado de las especies del género Bernardia aceptadas hasta noviembre de 2014, ordenadas alfabéticamente. Para cada una se indica el nombre binomial seguido del autor, abreviado según las convenciones y usos.	
1. Bernardia alarici - Rio Grande do Sul
2. Bernardia albida - S + E México
3. Bernardia amazonica - S Venezuela
4. Bernardia argentinensis - N Argentina
5. Bernardia asplundii -Corrientes
6. Bernardia axillaris - SE Brasil
7. Bernardia brevipes - Río de Janeiro
8. Bernardia caperoniifolia - Uruguay, Paraguay
9. Bernardia carpinifolia - Bahamas, Cayman Is, Jamaica, Cuba, Hispaniola
10. Bernardia celastrinea - Rio de Janeiro, Sao Paulo
11. Bernardia chiangii - Puebla, Oaxaca
12. Bernardia chiapensis - Chiapas
13. Bernardia chinantlensis - Veracruz, Oaxaca
14. Bernardia colombiana - Colombia
15. Bernardia confertifolia - S Brasil, Misiones
16. Bernardia corensis - Venezuela, West Indies
17. Bernardia crassifolia - Minas Gerais
18. Bernardia dichotoma - Venezuela, West Indies
19. Bernardia dodecandra - México, Belice, Guatemala
20. Bernardia flexuosa - Rio Grande do Sul
21. Bernardia fonsecae A.Cerv. & J.Jiménez Ram. - Guerrero
22. Bernardia fruticulosa - Dominicana Rep
23. Bernardia gambosa - E Brasil
24. Bernardia gardneri - Piauí, Goiás
25. Bernardia geniculata - Rio Grande do Sul
26. Bernardia gentryana - México
27. Bernardia hagelundii - Rio Grande do Sul
28. Bernardia hassleriana - Paraguay
29. Bernardia heteropilosa - Puebla, Nayarit
30. Bernardia hirsutissima - Brasil
31. Bernardia jacquiniana - Colombia, Venezuela, Ecuador
32. Bernardia kochii - Jalisco
33. Bernardia lagunensis - Baja California
34. Bernardia lanceifolia - Chiapas
35. Bernardia laurentii - St. Lucía
36. Bernardia leptostachys - Paraguay
37. Bernardia longipedunculata - Paraguay
38. Bernardia macrocarpa - Veracruz, Puebla
39. Bernardia macrophylla - Panamá, Costa Rica
40. Bernardia mayana - Guatemala
41. Bernardia mazatlana - Sinaloa
42. Bernardia mcvaughii - Jalisco
43. Bernardia mexicana - México, Guatemala, Nicaragua, Venezuela
44. Bernardia micrantha - Río de Janeiro
45. Bernardia mollis - Chiapas, Guatemala
46. Bernardia multicaulis - S Brasil, NE Argentina, Paraguay, Uruguay
47. Bernardia myricifolia - S California, S Nevada, Arizona, Nuevo México, S Texas, N México
48. Bernardia nicaraguensis - Chiapas, Centroamérica
49. Bernardia oblanceolata - Oaxaca, Chiapas
50. Bernardia obovata - W Texas, S Nuevo México, Coahuila, Chihuahua
51. Bernardia odonellii - Misiones
52. Bernardia ovalifolia - Durango
53. Bernardia ovata - Paraguay
54. Bernardia paraguariensis - Paraguay, Bolivia
55. Bernardia polymorpha - Paraguay, Brasil
56. Bernardia pooleae - Honduras
57. Bernardia pulchella - S Brasil, Misiones, Paraguay, Uruguay
58. Bernardia rzedowskii - Durango
59. Bernardia santanae - México State, Jalisco
60. Bernardia scabra - Río de Janeiro
61. Bernardia sellowii - S Brasil, Entre Ríos, Paraguay, Uruguay
62. Bernardia sidoides - Brasil, Guyana, Venezuela
63. Bernardia similis - Río de Janeiro, Sao Paulo
64. Bernardia simplex - Paraguay
65. Bernardia spartioides - Sao Paulo, Goiás
66. Bernardia spongiosa - Colima, Jalisco
67. Bernardia tamanduana - Bahia, Río de Janeiro
68. Bernardia tenuifolia - Española
69. Bernardia trelawniensis -
70. Bernardia valdesii - Jalisco
71. Bernardia venezuelana - Venezuela
72. Bernardia viridis - Baja California Sur, Sonora, Chihuahua
73. Bernardia wilburii - Jalisco
74. Bernardia yucatanensis - Yucatán Península, Guatemala